# Węgliniec
Węgliniec (Duits: Kohlfurt) is een stad in het Poolse woiwodschap Neder-Silezië, gelegen in de powiat Zgorzelecki. De oppervlakte bedraagt 8,71 km², het inwonertal 3121 (2005).